# Lucía Mazarrasa Alvear
Lucía Mazarrasa Alvear (Santander, Cantabria, 21 de junio de 1948) es una enfermera jubilada, activista por los derechos humanos y feminista. Reconocida dentro de la profesión por sus aportaciones metodológicas y conceptuales que introducen la perspectiva de género en la salud pública y en las ciencias de la salud. Pionera en el impulso a la formación de las y los profesionales sanitarios en materia de igualdad de género y lucha contra la violencia machista. Premio Nacional de Enfermería Isabel Zendal y Gómez en reconocimiento a su papel y trayectoria. En el año 2018 fue detenida por el ejército israelí cuando participaba en una coalición internacional denominada la Flotilla de la Libertad con ayuda humanitaria y en apoyo al pueblo palestino, hecho que tuvo una importante repercusión mediática.

## Biografía
Lucía Mazarrasa Alvear es la quinta de seis hermanos. Su padre, José Antonio Mazarrasa Quijano, fue ingeniero de minas. Su madre, Ana Alvear Basagoiti, fue una mujer muy adelantada a su época, que inculcó a sus hijas unos sólidos principios de autonomía. Ella misma, antes de casarse, gozó de una libertad muy poco habitual para las mujeres en aquel momento, viajando en los años 40, después de la guerra, por Marruecos, Palestina e Italia. Sobre su madre, Lucía Mazarrasa declaró: «Era una mujer que estudiaba, sabía idiomas, trabajó en lo que pudo cuando se separó, y decidió no ser una “mujer de” y no quedarse sometida a la voluntad del matrimonio convencional.»
Los relatos de su madre sobre sus viajes y acerca de la situación del pueblo palestino también calaron hondo en Mazarrasa y en su implicación activista con la causa palestina. Así, en una entrevista concedida en junio del año 2018, tras ser detenida y liberada por el ejército israelí cuando formaba parte de la Flotilla de la Libertad, explicó:

Recuerdo que cuando era pequeña mi madre me hablaba de su viaje a Palestina, que en ese momento estaba bajo mandato británico. Ella vio entonces cómo la población recibía el maltrato en la calle, cómo la policía pegaba latigazos a la gente a plena luz del día. Así que siempre he tenido esa indignación con el trato al pueblo palestino, desde bien niña
Lucía Mazarrasa Alvear, 2 de agosto de 2018

En este contexto familiar, Lucía Mazarrasa gozó de una gran libertad y pudo viajar desde muy joven e incluso trasladarse por temporadas a Francia e Inglaterra para trabajar. Sus padres respetaron su decisión de estudiar y que tomara sus propias decisiones acerca de su futuro profesional.

## Trayectoria profesional
Lucía Mazarrasa Alvear se tituló como Ayudante Técnico Sanitario (ATS) por la Universidad de Madrid en 1968 y posteriormente, en 1982, se diplomó en el grado superior de enfermería por la UNED. Si bien, unos años antes, en 1980, ya era funcionaria del Estado, al haber obtenido la plaza de enfermera instructora de Sanidad. Sobre su experiencia como alumna, Mazarrasa dio testimonio del trato diferenciado y la formación segregada que se producía entonces entre hombres y mujeres en un estudio de la Universidad de Alicante que recogía su historia de vida en tanto que destacada salubrista con una larga trayectoria:

No pude entrar a la Universidad, porque la carrera de Enfermería se estudiaba en escuelas privadas, al menos en Madrid. Es más, las mujeres no podíamos entrar en las escuelas de ATS masculinas que se hacían en la Universidad. En esto ya había un trato diferencial importante. Generalmente las Escuelas de Enfermería tenían unas condiciones de pago, de trabajo de prácticas y de estancias como si fuéramos enfermeras profesionales casi, con una dedicación exclusiva. Mientras, los chicos podían ir a la Universidad, y tenían un trato igual que el resto de los estudiantes universitarios. Más luego la disciplina, y todo lo que lo que eran los contenidos hacia la formación y el trabajo. Había una increíble represión sexual hacia las mujeres. En nuestra formación se daban cosas tan extraordinarias como que el profesor de anatomía nos dijo que no nos iba a enseñar el aparato reproductor masculino. No lo estudiamos, pero lo consultamos todas, por lo menos yo. Trato diferencial importante y además totalmente absurdo. Y sí, si que hay diferencias entre aquella época y ahora. Estos ejemplos de
enfermería ya no ocurrirían. Ha cambiado muchísimo.
Lucía Mazarrasa Alvear, 2011

Desde 1988 hasta 2013 Mazarrasa dirigió diversos cursos en la Escuela Nacional de Sanidad del Instituto de Salud Carlos III. En este espacio impulsó la formación de profesionales sanitarios en el ámbito de la igualdad y la lucha contra la violencia machista. Sus aportaciones conceptuales y metodológicas, que incorporaban la perspectiva de género en el ámbito de la salud, la han convertido en referente en la profesión. De esta manera, en la Escuela de Enfermería de la Universidad Complutense de Madrid, ente los años 1982 y 1988, desarrolló las materias de Salud Pública y Enfermería Comunitaria con un modelo pionero en las escuelas de enfermería que representó un cambio de gran calado dentro de la universidad española.
La formación en violencia de género para Mazarrasa tiene una importancia capital. Desde su punto de vista, debe estar enfocada a incidir en la raíz de la desigualdad y la violencia. En esta labor formativa trabajó en la prevención y detección de víctimas de violencia desde la Escuela Nacional de Sanidad e impulsó la formación a equipos de Atención Primaria, de Salud Mental y de Gestión. Este personal formado posteriormente replicaba los cursos en sus localidades a lo largo de toda la geografía española en una suerte de formación de formadores.
Durante su gestión en la Escuela Nacional de Sanidad se llevó a cabo un convenio de colaboración con el Instituto de la Mujer, así como colaboraciones diversas con instituciones académicas en formación en género y salud entre las que se encuentran la Universidad Complutense de Madrid, la Universidad Autónoma de Madrid, la Universidad de Alcalá de Henares, la Universidad de Zaragoza, la UNED; así como con instituciones sanitarias de investigación y formación como la Escuela Andaluza de Salud Pública, la Agencia Laín Entralgo de Madrid y servicios sanitarios de varias comunidades autónomas. 
Como integrante de equipos de investigación ha desarrollado estudios en el ámbito de salud sexual y reproductiva y violencia de género, salud mental y de la población migrante con enfoque de género. Ha participado en más de 40 publicaciones en revistas de enfermería y de salud pública nacionales e internacionales. La obra titulada Salud Pública y Enfermería Comunitaria, de la que es co-coordinadora se ha convertido en todo un referente para profesionales de la salud.
Mazarrasa ha denunciado el retroceso que han supuesto los recortes en los servicios públicos de salud que se produjeron desde el año 2008, con el inicio de la crisis y que en el 2014 eliminaron el Observatorio de Salud de las Mujeres. En este sentido declaraba:

...con la crisis se eliminó todo y desaparecieron iniciativas como el Observatorio de Salud de las Mujeres. Ahora, no se tienen en cuenta las prioridades para la salud de las mujeres. Todo esto tiene un impacto muy negativo, porque es necesaria una formación integral, no simplemente una sensibilización. Esto no es suficiente. Es un tema muy serio, que no se puede abordar solo con sensibilización. Hay que dar a los profesionales métodos y herramientas para su abordaje integral. Esto conlleva tiempo y recursos".
Lucía Mazarrasa, entrevista Revista Enfermería en Desarrollo, 2018

Marzarrasa recibió el Premio Nacional de Enfermería Isabel Zandal y Gómez 2018 que concede la Asociación de Enfermería Comunitaria (AEC) y la Cátedra Balmis de Vacunología de la Universidad de Alicante «por su intensa y valiosa labor como enfermera, profesora e investigadora en Salud Comunitaria y como activista en pro de los derechos humanos, el feminismo y la salud de las poblaciones con más riesgos, desde distintas organizaciones no gubernamentales». 

## Trayectoria activista
Lucía Mazarrasa Alvear ha estado muy vinculada a lo largo de toda su vida adulta con el activismo feminista y de la cooperación internacional en el ámbito, sobre todo, de la defensa de los derechos de las mujeres y la formación de profesionales de enfermería. En este contexto ha viajado y trabajado con Colombia, Costa Rica, Puerto Rico, Belice, Uruguay, República Dominicana, Angola y Marruecos, entre otros países. 
En la defensa de los derechos sexuales y reproductivos y de las mujeres a decidir sobre su propio cuerpo, Mazarrasa ha utilizado el recurso de la autoinculpación como desobediencia civil en varias ocasiones. Así, en el año 2008 se antoinculpó como protesta ante los juicios, condenas y atentados contra clínicas abortistas en Madrid.
Su primera aproximación a la solidaridad y la cooperación internacional tuvo lugar en los años 80, cuando participó en los comités en Madrid de apoyo a la Revolución Sandinista, lo que le llevó a unirse a las brigadas internacionales en Nicaragua, en donde colaboró in situ con el sindicato de campo de Estelí y en Managua.
En 1987 participó en la fundación de la ONGD Sur con una actividad enfocada a la solidaridad con Irak y a la oposición al bloqueo que sufrió el país entre los años 1993 y 2000. Así mismo, viajó a Irak en 1993 y 2000, dando posteriormente cuenta de la situación en que se encontraba la población en revistas y congresos de profesionales de la salud.
Mazarrasa es socia desde su fundación, en 1987, del Fórum de Política Feminista, del que fue presidenta entre los años 1989 y 1998. Socia también de la Asociación de Planificación Familiar de Madrid, de la Iniciativa Feminista Euromediterránea (IFE) y hasta el año 2013 de la Red de Mujeres Profesionales de la Salud (Red Caps). Formó parte de la Junta Directiva de la Coordinadora Española del Lobby Europeo de Mujeres en los años 90 y representante española en la Junta Directiva del Lobby Europeo de Mujeres. Participó en la IV Conferencia Mundial sobre la Mujer de NNUU de Pekín en 1995, formando parte, tanto de la delegación oficial española en la conferencia de estados como de la delegación de ONG.
En el año 2009, Mazarrasa tuvo la oportunidad de visitar los Territorios Ocupados de Cisjordania como integrante del Fórum de Política Feminista e invitada por la Asociación de Mujeres Artistas contra la Violencia contra las Mujeres. El objetivo del viaje era conocer de primera mano la situación de las mujeres y la realidad de las y los palestinos bajo la ocupación israelí. Posteriormente, en junio de 2018, Mazarrasa estuvo en el foco de atención mediática al ser una de las 22 personas, y de las dos de nacionalidad española, que iban a bordo del pesquero Al Awda, el buque insignia de la Flotilla de la Libertad de la ONG Rumbo a Gaza. La embarcación fue interceptada y Mazarrasa detenida durante tres días por el ejército israelí cuando intentaba alcanzar, rompiendo el bloqueo, la Franja de Gaza para llevar ayuda humanitaria a la población palestina. Una operación arriesgada, como ponía de manifiesto el hecho de que otra similar que tuvo lugar en 2010 denominada Flota de la Libertad, que concluyó con un saldo de nueve activistas muertos y más de una treintena de heridos.
El 10 de dicimembre de 2018 Lucía Mazarrasa recoge el Premio Internacional de Derechos Humanos del Ayuntamiento de Siero concedido a la Flotilla de La Libertad en representación de esta.

## Publicaciones más relevantes

### Artículos de revista[8]
- (1998) Lucía Mazarrasa Alvear y Nieves Botella Cañamares. Prácticas tradicionales perjudiciales para la salud. Informe del ACNUR. Ofrim suplementos, N.º. 2, 1998, págs. 25-42.

- (2001) Lucía Mazarrasa Alvear y Susana Castillo Rodríguez. Salud y trabajo: Una relación problemática en los discursos de las mujeres inmigrantes. Ofrim suplementos, N.º. 8, 2001 (Ejemplar dedicado a: Historias de vida e inmigración), págs. 101-112.

- (2001) Lucía Mazarrasa Alvear, Susana Castillo Rodríguez y Belén Sanz Barbero. Mujeres inmigrantes hablando de su salud. Utilización de sus discursos como estrategia para promocionar su salud. Index de enfermería: información bibliográfica, investigación y humanidades,1132-1296, Año 10, N.º 34, 2001, págs. 9-14.

- (2003) Lucía Mazarrasa Alvear y María Isabel Blázquez Rodríguez. La promoción de la salud en la población inmigrada. Una experiencia en la Escuela Nacional de Sanidad. Index de enfermería: información bibliográfica, investigación y humanidades,1132-1296, Año 12, N.º. 42, 2003, págs. 34-38.

- (2003) VVAA. Prevención del VIH/SIDA en población inmigrante. Una estrategia de promoción de salud basada en la educación entre iguales. Index de enfermería: información bibliográfica, investigación y humanidades, 1132-1296, Año 12, N.º. 42, 2003, págs. 19-23.

- (2003) Lucía Mazarrasa Alvear, María Isabel Blázquez Rodríguez y Susana Rodríguez Castillo. Una experiencia Europea de promoción de la salud mediante la participación comunitaria con comunidades de base del África Subsahariana. A tu Salud, 1137-3350, N.º. 41, 2003, págs. 9-15
- (2004) Lucía Mazarrasa Alvear, Susana Castillo Rodríguez. Instrumentos de educación sanitaria guía de autocuidados para mujeres inmigrantes. Quadern CAPS,  0213-4462, N.º. 32, 2004, págs. 72-75.

- (2004) María Isabel Blázquez Rodríguez, Lucía Mazarrasa Alvear y Laura Otero García. Aproximación a las asociaciones africanas como agentes de salud en sus comunidades inmigrantesExperiencias desde la práctica. Ofrim suplementos, N.º. 11, 2004 (Ejemplar dedicado a: Interculturalidad), págs. 69-90.

- (2004) Belén Sanz Barbero, Susana Castillo Rodríguez y Lucía Mazarrasa Alvear. Uso de los servicios sanitarios en las mujeres inmigrantes de la Comunidad de Madrid. Metas de enfermería, 1138-7262, Vol. 7, N.º. 1, 2004, págs. 26-32
- (2004) Mazarrasa, Lucía Alvear y María José Montero Corominas. La cooperación internacional española en el ámbito de la salud. Gaceta sanitaria: Organo oficial de la Sociedad Española de Salud Pública y Administración Sanitaria,  0213-9111, Vol. 18, N.º. Extra 1, 2004 (Ejemplar dedicado a: Informe SESPAS 2004 : la salud pública desde la perspectiva de género y clase social), págs. 214-220
- (2006) VVAA. El aborto en las mujeres inmigrantes. Una perspectiva desde los profesionales sociosanitarios que atienden la demanda en Madrid. Index de enfermería: información bibliográfica, investigación y humanidades,  1132-1296, Año 15, N.º. 55, 2006, págs. 13-17
- (2009) VVAA. Metodología y logística de campo de un estudio multinivel sobre la influencia en España de las características medioambientales en la salud mental de población autóctona y ecuatoriana inmigrante. Revista Española de Salud Pública, 1135-5727, Vol. 83, N.º. 4, 2009, págs. 493-508.

### Colaboraciones en obras colectivas[8]
- (2001) Lucía Mazarrasa Alvear. Estrategias de promoción de la salud. En Perspectivas de género en salud : fundamentos científicos y socioprofesionales de diferencias sexuales no previstas / coord. por Consuelo Miqueo Miqueo, Concepción Tomás, Cruz Tejero Vela, María José Barral Morán, Teresa Yago Simón, 8488123280, págs. 77-93.
- (2001) VVAA. Iniciativas feministas ante la prostitución. En La prostitución desde un punto de vista feminista, 2001, 8460439429, págs. 47-82.
- (2003) Mazarrasa, Germán, Sánchez, Merelles, Aparicio. Salud Pública y Enfermería Comunitaria. Tomos I,II,III  Ed. Mc Graw-Hill/ Interamaricana. Madrid.
- (2003) Lucía Mazarrasa Alvear y Susana Castillo Rodríguez. Hablando de salud: los discursos de los y las inmigrantes en Madrid. En Discursos (dis)con/cordantes : modos y formas de comunicación y convivencia / coord. por Carmen Valero Garcés, Guzmán Mancho Barés, 2003,  84-8138-589-1, págs. 109-122.
- (2004) VVAA. Caracterización de algunos problemas de salud de las mujeres inmigrantes en España y de sus determinantes. En Globalización y desigualdad de género / coord. por Paloma de Villota Gil-Escoín, 2004,  84-9756-262-3, págs. 161-194.
- (2006) Lucía Mazarrasa Alvear y Cristina Francisco del Rey. Cuidados informales y autocuidados. En Enfermería en atención primaria / coord. por José Ramón Martínez Riera, Rafael del-Pino-Casado, Vol. 2, 2006 (Volumen (2)),  84-95626-63-2, págs. 709-746.
- (2010) VVAA. Sexualidad y sida en cuatro colectivos inmigrantes residentes en la comunidad de Madrid. En Migraciones y salud / coord. por Josep M. Comelles, Xavier Allué Martínez, Mariola Bernal, José Fernández-Rufete Gómez, Laura Mascarella, 2010,  9788469272671, págs. 421-441

- (2011) Lucía Mazarrasa Alvear. Envejecimiento y género. Desigualdad en el presente con orígenes en el pasado. Violencia diferencial contra las personas ancianas. En Salud, demografía y sociedad en la población anciana / coord. por Rosa María Gómez Redondo, 2011,  978-84-206-4870-5, págs. 201-230.